# Midsommer (film)
 For alternative betydninger, se Midsommer. (Se også artikler, som begynder med Midsommer)
Midsommer er en dansk gyserfilm fra 2003 om en række unge, der netop er blevet færdige med gymnasiet. De tager hernæst på ferie på en ødegård i Sverige, hvor mystiske ting finder sted.
Filmen er instrueret af Carsten Myllerup, og manuskriptet er skrevet af Rasmus Heisterberg.
Der er tale om en ungdoms/gyserfilm med blandt andet Laura Christensen og Kristian Leth i hovedrollerne. På soundtracket kan man blandt andet høre en række numre af Carpark North, og Midsommer var med til at Carpark North fik deres danske gennembrud.
Filmen fik en amerikansk genindspilning under navnet Solstice, der bl.a. havde R. Lee Ermey (The Texas Chainsaw Massacre) på rollelisten.

## Medvirkende
- Kristian Leth som Christian
- Laura Christensen som Trine
- Julie Ølgaard som Anja
- Nicolai Jandorf som Jannick
- Jon Lange som Mark
- Lykke Sand Michelsen som Sofie
- Tuva Novotny som Linn
- Per Oscarsson som Persson